# Šri Činmoj
Šri Činmoj (Bengal, Bangladeš, 1931 - Njujork, SAD, 2007) je duhovni Učitelj, filozof, umetnik i sportista. Od 1964. godine je živeo u Njujorku.
Svoj život je neumorno posvetio ideji mira, harmonije i jedinstva među ljudima. Šri Činmoj je tokom života često putovao i držao predavanja na najpoznatijim univerzitetima širom sveta, kao što su Harvard, Kembridž, Prinston, Jejl, Oksford, Tokio i mnogi drugi.
U kreativnu tapiseriju njegovog života duboko je utkano uvažavanje i poštovanje jedinstva sveta. Ta ideja izražava se podjednako i kroz milione njegovih crteža ptica, kao i kroz dela koja su za njega bila analogija za pticu inspiracije, kroz njegovu poeziju, prozu i muziku.
Jedna tema se stalno ponavlja u svim njegovim kreativnim nastojanjima, bilo da se radi o slikarstvu, muzici, predavanjima, kulturnim dešavanjima, pokroviteljstvu sportskih zbivanja, ili u decenijama njegovog posvećenog služenja Ujedinjenim nacijama kao instrumentu harmonije u svetu. Ta tema je jedinstvo, jedinstvo u svemu, jedinstvo za sve.

## Svet Jedinstva i mira
U svetu postoji nekoliko hiljada učenika Šri Činmoja organizovanih u zajedničkom nastojanju da poboljšaju sopstveni život, kroz meditaciju, sport, muziku, literaturu. Šri Činmoj je organizovao najmasovniju sportsku manifestaciju štafetnu trku, koja svake druge godine obiđe sve kontinente pronoseći poruku mira, harmonije i prijateljstva među ljudima.

## Dodatna literatura
- Bennett, Vidagdha. "What is the Sri Chinmoy Marathon Team?" Ultrarunning Magazine April 1987: 23–25.
- Dua, Shyam, ed. The Luminous Life of Sri Chinmoy. Delhi, India: Tiny Tot, 2005.
- Hinnells, John R., ур. (1991). Who's Who of World Religions. New York: Palgrave Macmillan. ISBN 978-0-13-952946-7.
- Sands, Nancy Elizabeth (Madhuri). The Life of Sri Chinmoy. 5 vols. New York: Agni, 2001.
- Radinović, Sanja. "Musical opus of Sri Chinmoy: Biography of a soul" (Auto)biography as a Musicological Discourse, ed. by Tatjana Marković and Vesna Mikić. Beograd: Fakultet muzičke umetnosti. 2010.  978-86-6051-027-5. стр. 275–291.
- Šri Činmoj,"Meditacija", Hema-Kheya-Neye,Beograd. 2006.  978-86-84347-08-6.
- Šri Činmoj, "Onostrano u nama", Hema-Kheya-Neye, Beograd, 2010.

## Spoljašnje veze
- Sri Chinmoy Pages (језик: енглески)